# Тельнов, Константин Иванович
Константин Иванович Тельнов (5 (17) октября 1902 года, с. Медяниково, Саратовская губерния, Российская империя — 2 августа 1957 года, Краснодар, РСФСР, СССР) — советский и польский военачальник, генерал-лейтенант авиации (СССР — 11.07.1946), генерал дивизии (ПНР — 14.12.1945).

## Биография
Родился 17 октября 1902 года в селе Медяниково (ныне — в Воскресенском районе, Саратовская область). Русский.
В 1920 году начал службу в частях особого назначения при Вольском уездном комитете. Затем, будучи курсантом военного училища, участвовал в подавлении меньшевистского восстания в Грузии, служил командиром взвода, роты, начальником штаба батальона. Член ВКП(б) с 1930 года.
В 1933 году стал слушателем авиационного отделения академии имени М. В. Фрунзе, по окончании которой его назначили начальником штаба тяжелой бомбардировочной эскадрильи.
В 1939 −1940 году участвовал в Советско-финской войне, за боевые отличия в которой был награждён орденом Красной Звезды.

## Великая Отечественная война
Начало Великой Отечественной войны подполковник К. И. Тельнов встретил в должности начальником штаба 13-й бомбардировочной дивизии. Полки из состава дивизии приступили к вылетам 22 июня 1941 года, наносили бомбовые удары по войскам по танковым колоннам, наступавшим из района западнее Бреста на Барановичи. Так, лётчики дивизии в районе польского города Бяла-Подляска нанесли удар по танковой колонне противника, и в тот же день и в том же районе наносил удар по военной базе. 24 июня 1941 года был нанёс успешный удар по колонне танков на переправе через реку Шара в районе Грудопль, Пиловиды и Иванцевичи. 25 июня 1941 года дивизия всем составом поддержала контрудар группы И. В. Болдина в районе Гродно. 26 июня части дивизии вновь вылетали на бомбардировку переправ по реке Шара.
В августе 1941 года назначен начальником оперативного отдела штаба ВВС Брянского фронта. С мая 1942 года — заместитель начальника штаба 2-й воздушной армии. С октября 1942 года — начальник штаба 17-й воздушной армии. С августа 1943 года — начальник штаба 2-й воздушной армии. 13 апреля 1944 года присвоено воинское звание генерал-майор авиации. С сентября 1944 года — начальник штаба 6-й воздушной армии.
С ноября 1944 года — начальник штаба ВВС Войска Польского. 14 декабря 1945 года присвоено присвоено воинское звание генерал дивизии Войска Польского.

## Послевоенный период
С 22 апреля 1946 года начальник штаба 3-й воздушной армии преобразованной впоследствии в 1-ю воздушную армию дальней авиации. 11 июля 1946 года присвоено воинское звание генерал-лейтенант авиации.
5 ноября 1953 года уволен в запас. Проживал в городе Краснодаре. Умер 2 августа 1957 года, похоронен на Всесвятском кладбище города Краснодара.

## Награды
СССР
- орден Ленина (1945[2])
- три ордена Красного Знамени (10.11.1941, 03.11.1944[2], 1950[2])
- орден Кутузова I степени (09.08.1945)
- орден Отечественной войны II степени (03.02.1943)
- орден Красной звезды (1940)
  -     - Медали в том числе:

  - «За оборону Москвы»
  - «За оборону Сталинграда»
  - «За оборону Кавказа»
  - «За Победу над Германией в Великой Отечественной войне 1941—1945 гг.»
  - «За взятие Берлина»
  - «За освобождение Варшавы»

ПНР
- командор ордена Возрождения Польши (1945)
- орден «Крест Грюнвальда» 3-й степени (1945)
- медали